# Impressora d'injecció

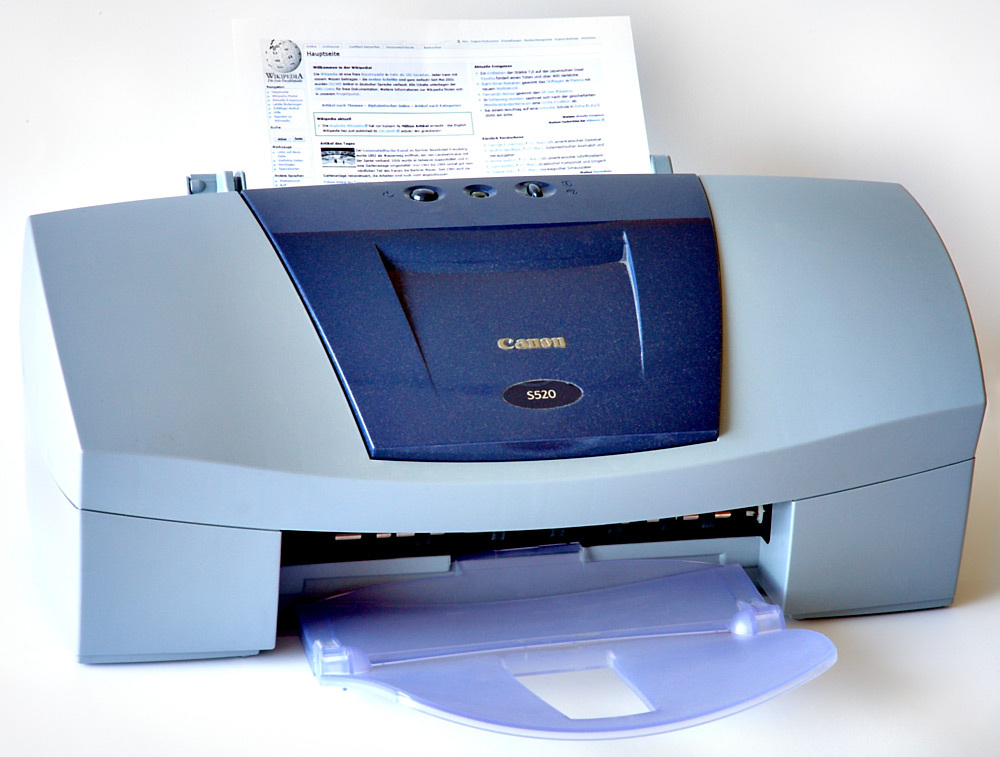
Impressora d'injecció.

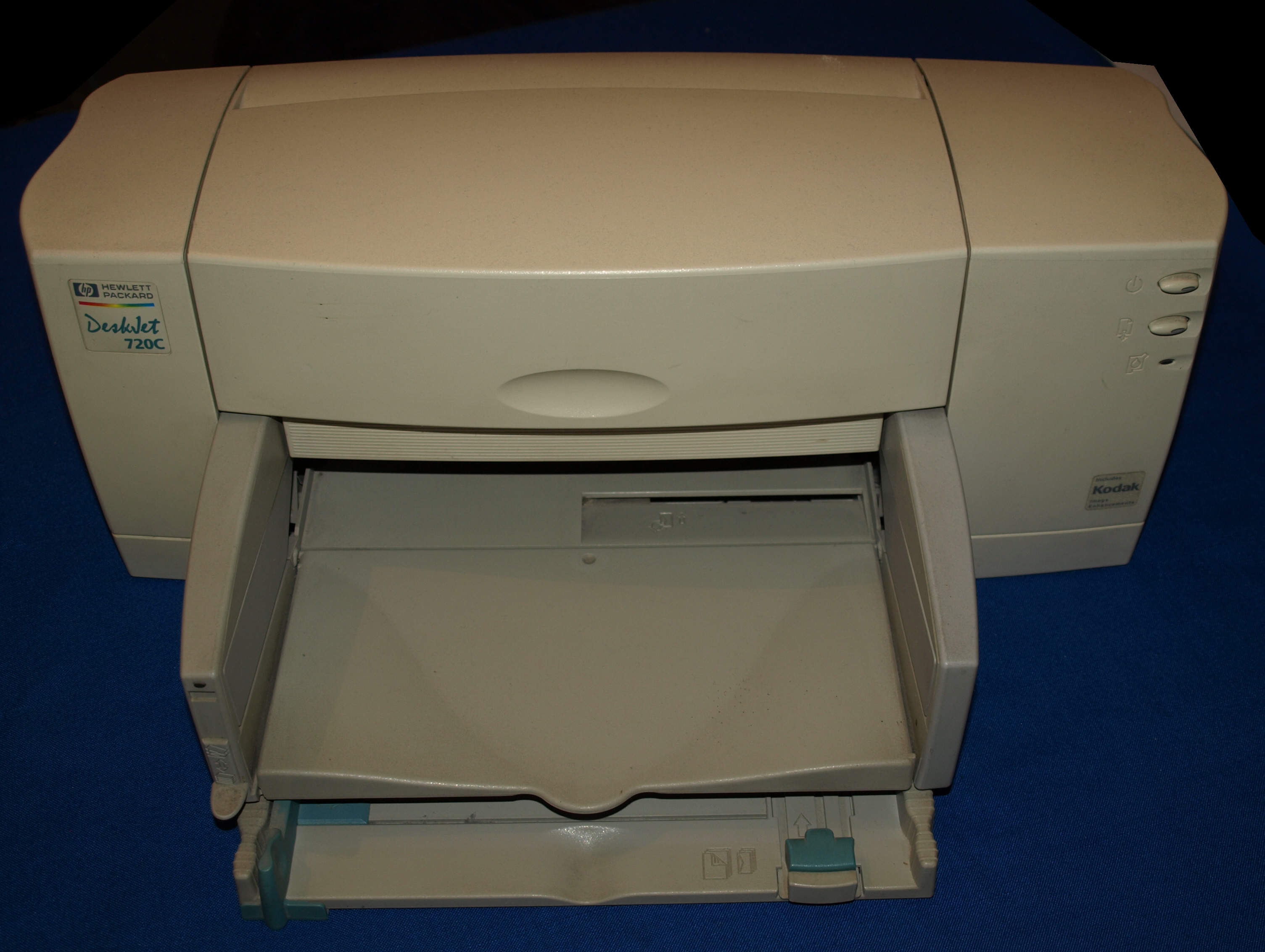
Impressora d'injecció de tinta DeskJet 720C.

Les impressores d'injecció de tinta funcionen expulsant gotes de tinta de diferents mides sobre el paper.
Són les impressores més populars avui en dia per al gran públic per la seva capacitat d'impressió de qualitat a baix cost. La seva baixa velocitat d'impressió o l'alt cost del manteniment per desgast són factors poc importants, ja que el nombre de còpies realitzades en aquests entorns és baix. La seva resolució mitjana es troba en els 600 dpi.

## Funcionament
La impressió d'injecció de tinta, com la impressió làser, és un mètode sense contacte del capçal amb el paper, que es va inventar molt abans de treure a la venda altres formes menys avançades, pel fet de falta de recerca i experimentació.
La tinta és emesa per filtres que es troben en el capçal d'impressió. El capçal d'impressió recorre la pàgina en franges horitzontals, usant un motor per moure's lateralment, i un altre per passar el paper en passos verticals. Una franja de paper és impresa, llavors el paper es mou, a punt per a una nova franja. Per accelerar el procés, el cap impressora no imprimeix només una simple línia de píxels en cada passada, sinó també una línia vertical de píxels a la vegada. La tinta s'obté d'uns cartutxos reemplaçables.
Algunes impressores utilitzen dos cartutxos, un per a la tinta negra i un altre per a la de color, on solen estar els tres colors bàsics. Aquestes impressores tenen com a virtut la facilitat de maneig, però en contra, si utilitzem més un color que un altre, ens veurem obligats a realitzar la substitució del cartutx quan qualsevol dels tres colors s'esgoti, encara que en els altres compartiments encara ens quedi tinta d'altres colors. En els últims anys aquest desavantatge s'ha vist solucionada amb l'aparició en el mercat d'impressores que utilitzen cartutxos de tinta amb colors individuals la qual cosa representa un gran estalvi de recursos pel fet que permet aprofitar el màxim rendim a la tinta de tots els colors, substituïm només el cartutx que es troba esgotat.
La majoria de les impressores de nova generació utilitzen cartutxos individuals per cada color, això permet a l'usuari reemplaçar només el color que s'esgoti. A més amb la finalitat de millorar els tons clars i foscos les noves impressores fotogràfiques tenen fins a dotze colors diferents (magenta clar, cian clar, negre és clar, blau marí, taronja, vermell i verd entre altres).

## Característiques
Les característiques principals d'una impressora d'injecció de tinta són la velocitat, que es mesura en pàgines per minut (ppm) i que sol ser diferent depenent de si imprimim en color o en monocrom, i la resolució màxima, que es mesura en punts per polzada (ppp). En tots dos valors, com més grans millor.

## Avantatges i desavantatges
- El principal avantatge és que tenen un cost inicial molt inferior al d'altres impressores.
- La noves impressores tenen una velocitat d'impressió igual o superior a les impressores làser de mida mitjana.
- La instal·lació d'un sistema d'alimentació continu de tinta baixa els costos d'impressió a menys d'1 cèntim de dòlar per pàgina en color.
- Un altre avantatge addicional és la seva reduïda mida davant les impressores làser en color, pel fet que aquestes últimes han d'emmagatzemar cuatro tòners (cian, groc, magenta i negre) de grans dimensions en el seu interior.
- El cost per còpia respecte a altres impressores és molt més gran (amb cartutxos originals), pel fet que el cartutx de tinta es consumeix amb rapidesa i és bastant costós.
- Una altra important desavantatge que tenen és la relativa rapidesa amb què queden inservibles els capçals d'impressió si no es fan servir durant alguns mesos. Això ha fet que molts usuaris amb necessitats intermitents d'impressió s'hagin vist obligats a adquirir una impressora làser en color, tot i que el seu preu no justifica la seva adquisició per a la impressió d'un nombre reduït de còpies. Algunes Marques (Canon, HP, Lexmark, altres) tenen els capçals d'impressió en els cartutxos qual cosa permet resoldre el problema amb només canviar el cartutx.